# Powiat Czeski Cieszyn
Powiat Czeski Cieszyn (powiat czeskocieszyński; czes. Okres Český Těšín) – dawny powiat czechosłowacki z siedzibą w Czeskim Cieszynie, istniejący w latach 1920–1938 i 1945–1960.
Powiat powstał z terenów austriackiego powiatu cieszyńskiego, które zostały włączone do Czechosłowacji w wyniku podziału Śląska Cieszyńskiego z 28 lipca 1920 roku (siedzibą stał się utworzony wówczas Czeski Cieszyn). Jednostka weszła w skład ziemi śląskiej, a od 1 grudnia 1928 – ziemi morawsko-śląskiej.
W listopadzie 1938 roku powiat został włączony do Polski na mocy Ustawy Sejmu Śląskiego z dnia 27 października 1938 r. i początkowo istniał jako powiat cieszyński zachodni, po czym stał się ponownie częścią powiatu cieszyńskiego.
Po wkroczeniu na Zaolzie Armii Czerwonej przywrócono powiat w granicach z lat 1920–1938. 1 stycznia 1948 roku został włączony do nowo utworzonego kraju ostrawskiego.
W 1949 z powiatu czeskocieszyńskiego wyłączono gminy Datynie Dolne i Szumbark, włączając je do nowo utworzonego powiatu Ostrawa-okolice.
Powiat został zniesiony w wyniku reformy administracyjnej z 11 kwietnia 1960 roku – jego teren włączono do powiatów Frydek-Mistek i Karwina w nowo utworzonym kraju północnomorawskim. Większość gmin weszła w skład powiatu Frydek-Mistek. W skład powiatu Karwina włączono: Błędowice Dolne i Żywocice (obie włączono do Hawierzowa), Olbrachcice, Kocobędz, Stanisłowice, Cierlicko Dolne, Cierlicko Górne, Grodziszcz, Szobiszowice, Mistrzowice, Mosty, Żuków Górny, Żuków Dolny oraz Czeski Cieszyn z włączoną doń w 1947 roku Sibicą (bez Osówek).

## Gminy powiatu Czeski Cieszyn według stanu na 30 października 1938 roku
Pogrubioną czcionką wyróżniono miasta:
- Błędowice Dolne (obecnie część Hawierzowa),
- Boconowice,
- Bukowiec,
- Bystrzyca,
- Cierlicko Dolne (obecnie część gminy Cierlicko),
- Cierlicko Górne (obecnie część gminy Cierlicko),
- Czeski Cieszyn,
- Datynie Dolne (obecnie część Hawierzowa),
- Dobracice,
- Domasłowice Dolne,
- Domasłowice Górne,
- Gnojnik,
- Grodziszcze (obecnie część gminy Cierlicko),
- Gródek,
- Guty (obecnie część Trzyńca),
- Herczawa,
- Jabłonków,
- Karpętna (obecnie część Trzyńca),
- Kocobędz,
- Kojkowice (obecnie część Trzyńca),
- Koszarzyska,
- Końska (obecnie część Trzyńca),
- Leszna Dolna (obecnie część Trzyńca),
- Leszna Górna[8] (obecnie część Trzyńca),
- Ligotka Kameralna,
- Łomna Dolna,
- Łomna Górna,
- Łyżbice (obecnie część Trzyńca),
- Milików,
- Mistrzowice (obecnie część Czeskiego Cieszyna),
- Mosty koło Cieszyna (obecnie część Czeskiego Cieszyna),
- Mosty koło Jabłonkowa,
- Nawsie,
- Niebory (obecnie część Trzyńca),
- Nydek,
- Oldrzychowice (obecnie część Trzyńca),
- Piosek,
- Ropica,
- Rzeka,
- Sibica (obecnie część Czeskiego Cieszyna),
- Stanisłowice (obecnie część Czeskiego Cieszyna),
- Szobiszowice,
- Szumbark (obecnie część Hawierzowa),
- Śmiłowice,
- Toszonowice Dolne,
- Toszonowice Górne,
- Trzanowice,
- Trzycież,
- Trzyniec,
- Tyra (obecnie część Trzyńca),
- Wędrynia,
- Wielopole,
- Żuków Dolny (obecnie część Czeskiego Cieszyna),
- Żuków Górny (obecnie część Czeskiego Cieszyna),
- Żywocice (obecnie część Hawierzowa).